# Гойщик Тетяна Геннадіївна
Тетяна Геннадіївна Гойщик  (рос. Татьяна Геннадьевна Гойщик, 6 липня 1952) — радянська легкоатлетка, олімпійська чемпіонка.

## Виступи на Олімпіадах
| Олімпіада   | Дисципліна              | Місце |
| ----------- | ----------------------- | ----- |
| Москва 1980 | естафета 4 x 400 метрів | 1     |